# Lijst van Tweede Kamerleden voor de LSP/Vrijheidsbond
Een overzicht van alle voormalige Tweede Kamerleden voor de Vrijheidsbond (1921-1937) en de Liberale Staatspartij (LSP) (1937-1946).
| Tweede Kamerlid            | Begindatum        | Einddatum         |
| -------------------------- | ----------------- | ----------------- |
| H. Albeda                  | 9 november 1921   | 24 juli 1922      |
| S.E.B. Bierema             | 25 juli 1922      | 14 september 1925 |
| S.E.B. Bierema             | 15 februari 1927  | 13 maart 1946     |
| M.I.W.J. Bijleveld         | 10 mei 1921       | 24 juli 1922      |
| C.L. van der Bilt          | 17 september 1929 | 8 mei 1933        |
| W. Boissevain              | 15 september 1925 | 10 oktober 1928   |
| G.A. Boon                  | 25 juli 1922      | 7 juni 1937       |
| W.H. de Buisonjé           | 16 april 1921     | 7 juni 1921       |
| J.A.H. Coops               | 17 september 1935 | 7 juni 1937       |
| H.C. Dresselhuys           | 16 april 1921     | 15 december 1926  |
| F.J.W. Drion               | 16 april 1921     | 24 juli 1922      |
| P. Droogleever Fortuyn     | 15 september 1925 | 16 september 1929 |
| B.D. Eerdmans              | 1 december 1931   | 8 mei 1933        |
| J. Gerritzen               | 19 september 1922 | 14 september 1925 |
| A. van Gijn                | 25 juli 1922      | 16 september 1929 |
| L. de Groot                | 16 april 1921     | 24 juli 1922      |
| L. de Groot                | 15 januari 1924   | 14 september 1925 |
| H.J. ter Hall              | 16 april 1921     | 14 september 1925 |
| P.J. de Kanter             | 16 april 1921     | 24 juli 1922      |
| C.J. van Kempen            | 17 september 1929 | 15 oktober 1931   |
| C.J. van Kempen            | 9 mei 1933        | 7 juni 1937       |
| C.J. van Kempen            | 4 september 1939  | 13 maart 1946     |
| H.J. Knottenbelt           | 15 september 1925 | 6 oktober 1933    |
| H.A. Korthals              | 20 november 1945  | 3 juni 1946       |
| C. Lely                    | 16 april 1921     | 24 juli 1922      |
| O.C.A. van Lidth de Jeude  | 8 juni 1937       | 24 juli 1939      |
| H.D. Louwes                | 9 mei 1933        | 7 juni 1937       |
| R.R.L. de Muralt           | 16 april 1921     | 24 juli 1922      |
| P. Otto                    | 16 april 1921     | 24 juli 1922      |
| A.G.A. van Rappard         | 16 april 1921     | 19 augustus 1935  |
| P. Rink                    | 16 april 1921     | 24 juli 1922      |
| A. Staalman                | 16 april 1921     | 13 maart 1929     |
| M.W.F. Treub               | 16 april 1921     | 14 oktober 1921   |
| A.C. Visser van IJzendoorn | 16 april 1921     | 9 december 1923   |
| I.H.J. Vos                 | 25 oktober 1928   | 31 januari 1943   |
| W.C. Wendelaar             | 12 oktober 1933   | 3 juni 1946       |
| J. Westerman               | 12 juli 1921      | 8 mei 1933        |